# Федорівка (Звягельський район)
Фе́дорівка — село в Україні, в Звягельському районі Житомирської області. Населення становить 610 осіб.

## Географія
На східній околиці села бере початок річка Вершниця. На північний схід від села розташований Федорівський ландшафтний заказник.

## Історія

Федорівка на мапі Шуберта Ф. Ф., 1875, р.

На початку XIX століття відоме як фабрика Буда Федорова Марії-Юзефи з Любомирських (пол. Marianna Elżbieta Lubomirska). У 1810 році перейде у спадок її третьому чоловікові Федору Петровичу Уварову. Наступним спадкоємцем земель стане його двоюрідний брат, генерал-майор Степан Іванович Уваров.
У 1906 році слобода Романовецької волості Новоград-Волинського повіту Волинської губернії. Відстань від повітового міста 16 верст, від волості 6. Дворів 190, мешканців 1398.
Під час сталінських репресій в 30-і роки минулого століття проти українського селянства органами НКВС безпідставно було заарештовано та позбавлено волі на різні терміни 120 мешканців села, з яких 82 чол. розстріляно. Нині всі постраждалі від тоталітарного режиму реабілітовані і їхні імена відомі.
16 липня 1943 року нацистські окупанти спалили повністю село, загинуло 13 жителів.